# Општина Жугурени (Прахова)
Жугурени (рум. Jugureni) општина је у Румунији у округу Прахова.
Oпштина се налази на надморској висини од 500 m.